# Окулярник кенійський
Окулярник кенійський (Zosterops kikuyuensis) — вид горобцеподібних птахів родини окулярникових (Zosteropidae). Ендемік Кенії.

## Таксономія
Кенійський окулярник раніше вважався підвидом мінливобавного окулярника, однак був визнаний окремим видом.

## Поширення і екологія
Кенійські окулярники мешкають на півдні центральної Кенії, зокрема на горі Кенія. Вони живуть в гірських тропічних лісах, високогірних чагарникових заростях, в садах і на плантаціях на висоті від 1380 до 3400 м над рівнем моря.